# Акт о смешанных расах (1886)

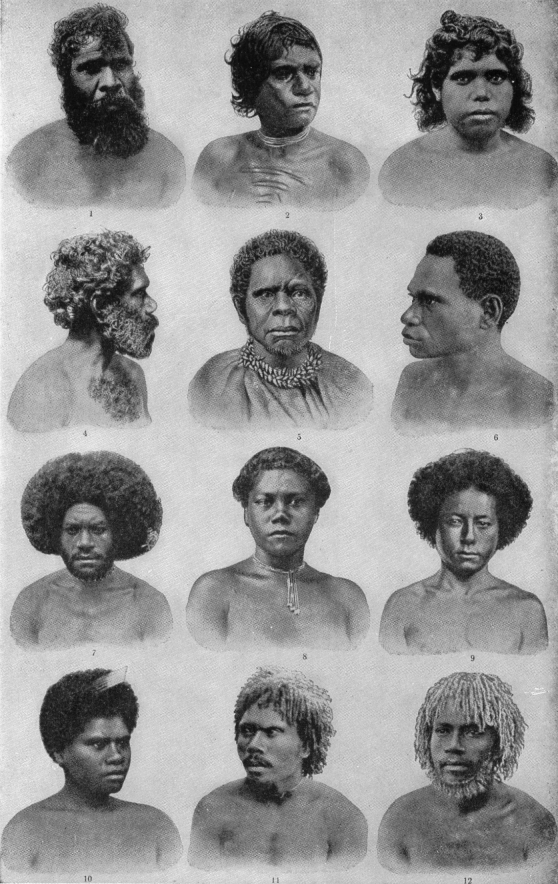
Изображения аборигенов из учебника 1914 года.

Закон о смешанных расах (англ. Half-Caste Act) — общее название, данное актам парламента, принятым в Виктории и Западной Австралии в 1886 году. Они стали образцом для законодательства по правам общин аборигенов по всей Австралии, таких как защита аборигенов и ограничение продажи опиума в 1897 году в Квинсленде.

## Виктория
Акт о смешанных расах в Виктории (полностью Акт о внесении поправок в «Закон о защите коренных народов Виктории и управлении ими») был дополнением к Акту о защите аборигенов, который давал широкие полномочия в отношении аборигенов в Совете по защите аборигенов, включая регулирование проблем места жительства, работы и брака.
В частности, акт 1886 года начал выделять аборигенов смешанного происхождения, известных как «смешанные расы», из лагерей или резерваций аборигенов, чтобы вынудить их ассимилироваться в европейское общество. Эти действия разлучали семьи и общины, вызвав бедствия и протесты. Тем не менее, Совет отказался помочь высланным людям. Предполагалось, что это приведет к сокращению населения в лагерях и к их возможному закрытию.
Провал этой политики и ее бесчеловечность привели к принятию Закона об аборигенах штата Виктория 1910 года и Закона о землях аборигенов 1970 года, в которых отказались от этой политики.

## Западная Австралия
До 1886 года Министерство по делам колоний Британской империи отвечало за отношения с «туземцами» в Западной Австралии. В 1886 году был создан Совет по защите аборигенов, состоящий из пяти членов и секретаря, все они назначались губернатором.

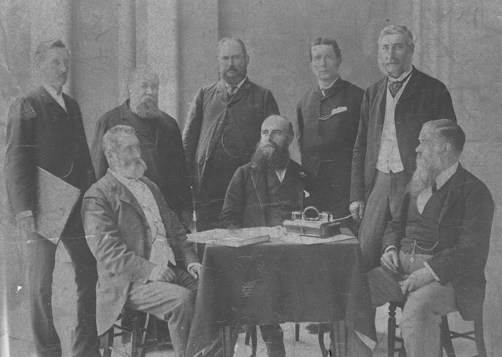
Губернатор Брум (сидит в центре) и последний Исполнительный совет перед правительством Западной Австралии, 1890 год.

После фурора по поводу отчета Фэйрберна (который выявил условия рабства среди аборигенов-работников фермерских хозяйств) и работы преподобного Джона Гриббла, парламент представил Закон о защите аборигенов 1886 года (WA), или акт о смешанных расах. Это привело к заключению трудовых договоров между работодателями и работниками-аборигенами в возрасте старше 14 лет. В Законе о статусе штата Виктория 1886 года не было положений, предусматривающих заключение договоров о заработной плате. Но сотрудники должны были быть обеспечены «существенным, хорошим и достаточным обеспечением», одеждой и одеялами. В соответствии с Законом 1886 года о статусе местного жителя магистрат-резидент имел право заключать контракты с «лицами смешанной расы» и детьми-аборигенами с соответствующего возраста до 21 года. Также был создан Совет по защите аборигенов для предотвращения нарушений, о которых сообщалось ранее, но вместо того, чтобы начать защиту аборигенов, в основном удалось поставить их под жесткий правительственный контроль. Он был предназначен для обеспечения выполнения контрактов, трудоустройства заключенных и ученичества, но в северных территориях штата не было достаточных полномочий для обеспечения выполнения положений акта, и они были открыто проигнорированы. Закон определил аборигенов как, «каждый абориген, уроженец Австралии, каждое лицо смешанной расы аборигенов или ребенок от лица смешанной расы». Губернатор Брум настаивал на том, чтобы в этом законе содержался пункт, разрешающий традиционным владельцам продолжать охоту на своих землях.
Смысл этого закона заключался в том, чтобы расширить полномочия Совета по отношению к аборигенам, а не создавать систему наказания белых за правонарушения в отношении аборигенов. Под управлением Главного управляющего по защите аборигенов было создано отделение по делам аборигенов. Почти половина Законодательного совета проголосовала за внесение поправок в закон о труде по контракту, начиная с 10 лет, но он так и не был принят. Маккензи Грант, член северного избирательного округа, утверждал, что детский труд в возрасте шести или семи лет является необходимым и обычным делом, поскольку «таким образом они постепенно становятся самостоятельными». Генеральный прокурор Септимус Берт в дебатах по второму чтению заявил, что контракты выдаются не на текущую работу, а на то, чтобы держать аборигенов в качестве рабов на станциях для возможной будущей работы, и поэтому данный акт препятствует их свободному уходу.

## Советы по защите аборигенов
Защитники аборигенов назначались Советом на условиях, изложенных в различных законах. Теоретически, защитники аборигенов были уполномочены проводить судебные разбирательства от имени аборигенов, определять, где аборигены могут жить или работать, и сохранять всю заработную плату, полученную работающими аборигенами.
Поскольку у советов были ограниченные средства, защитники получали очень ограниченную плату за свои действия, и поэтому в качестве местных защитников назначался целый ряд людей, в том числе местные судьи, тюремные надзиратели, мировые судьи и в некоторых случаях министры по делам религии, хотя большинство из них были местными полицейскими инспекторами. Протоколы заседаний показывают, что в основном они касались вопросов просьб религиозных организаций о финансовой помощи и отчетов местных судей или магистратов полиции, касающихся судебных процессов и осуждений аборигенов, находящихся под их юрисдикцией.
Органы защиты аборигенов также выдавали разрешения, позволяющие аборигенам покидать свои места проживания и вступать в австралийское общество на определенный период времени.